# Cruz das Almas
Cruz das Almas est une ville du Recôncavo bahianais, au Brésil.